# Геральд Месслендер
Геральд Месслендер (нім. Gerald Messlender, нар. 1 жовтня 1961, Баден — пом. 20 червня 2019) — австрійський футболіст, захисник.
Насамперед відомий виступами за клуби «Адміра-Ваккер», «Сваровскі-Тіроль» та «Адміра-Ваккер», а також національну збірну Австрії.

## Клубна кар'єра
У дорослому футболі дебютував 1979 року виступами за команду клубу «Адміра-Ваккер», в якій провів сім сезонів, взявши участь у 142 матчах чемпіонату.  Більшість часу, проведеного у складі «Адміри-Ваккер», був основним гравцем захисту команди.
Своєю грою за цю команду привернув увагу представників тренерського штабу клубу «Сваровскі-Тіроль», до складу якого приєднався 1986 року. Відіграв за команду з Інсбрука наступні два сезони своєї ігрової кар'єри.
1991 року повернувся до клубу «Адміра-Ваккер». Цього разу провів у складі його команди два сезони.  Граючи у складі «Адміри-Ваккер» також здебільшого виходив на поле в основному складі команди.
Завершив професійну ігрову кар'єру у нижчоліговому клубі «Лустенау», за команду якого виступав протягом 1994—1995 років.

## Виступи за збірну
1983 року дебютував в офіційних матчах у складі національної збірної Австрії. Протягом кар'єри у національній команді, яка тривала 5 років, провів у формі головної команди країни 15 матчів.
У складі збірної був учасником чемпіонату світу 1982 року в Іспанії.